# Studnia krasowa

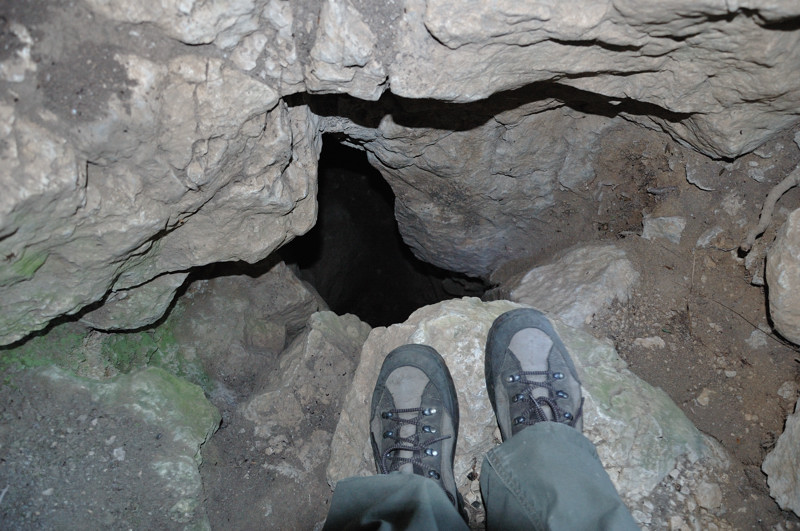
Studnia krasowa, Małe Karpaty

Studnia krasowa, awen – forma krasu podziemnego: pionowy lub prawie pionowy kanał biegnący w dół, często rodzaj jaskini krasowej lub jej część, łącząca korytarze jaskini położone na różnych głębokościach.
Studnia krasowa powstaje w wyniku rozpuszczania skał krasowiejących przez wodę opadową, wzdłuż pionowych szczelin. Szerokość do kilkunastu metrów, głębokość do kilkuset metrów. Czasami studnia jest dalszą częścią ponoru, występującą w jaskiniach krasowych, przez studnię woda przepływa do korytarza, a następnie do jaskini krasowej.
Studnię krasową należy odróżnić od kominu krasowego. Odbiega on od stropu jaskini w górę i nie posiada otworu lub jeśli jest, to tak mały, że dla człowieka niedostępny, co uniemożliwia dalsze przejście. Jeśli jest dla człowieka dostępny, wówczas należy używać określenia studnia. 
Najgłębsza znana studnia krasowa to jaskinia Vrtoglavica w Słowenii o głębokości ponad 600 metrów.